# Araciel
Araciel (detta anche Ruiz d'Araciel) fu una nobile famiglia milanese, originaria della Spagna.

## Storia
La famiglia Araciel pervenne a Milano nel Cinquecento, originaria della Spagna. Le prime tracce che si trovano della famiglia in patria si fanno risalire ad un certo Enrico, il quale emerse nel periodo della conquista moresca della penisola iberica, del quale si dice essere stato cavaliere e discendente dalla casata reale dei Goti. Questi venne creato da re García III Sánchez di Navarra nel 1043 generale dell'esercito cristiano, col quale riportò alcune vittorie, in particolare nella piana dove successivamente sarebbe stata fondata la città di Corella. Durante quest'ultimo trionfale scontro, mentre la sorte dei cristiani sembrava segnata, in cielo si manifestò una tempesta subito dopo placata e comparve un arcobaleno mentre le armate cristiane sconfiggevano gli ultimi mori sul campo di battaglia. L'area dove avvenne lo scontro venne concessa dal sovrano di Navarra in proprietà allo stesso Enrico che da allora prese il nome latino di Ara coeli (nome con cui veniva definito l'arcobaleno), che divenne poi il cognome della famiglia stessa, Araciel appunto.
Tra i discendenti di Enrico, Michele Pasquale fu alcalde di Calahorra e vi si trasferì con tutta la famiglia. Fernando e Diego combatterono anch'essi contro i mori nella Battaglia di Las Navas de Tolosa, parteggiando per Sancho VII di Navarra. Anche durante questo scontro avvenne un fatto miracoloso: in cielo si vide apparire una nube a forma di croce di Calatrava, motivo per cui il re di Navarra concesse ai due fratelli che nei loro scudi venisse compresa anche l'immagine della croce.
La famiglia si trasferì successivamente nella città di Alfaro, sempre in Spagna, dove García Pérez de Araciel y Rada fu cavaliere di Santiago e lettore del collegio arcivescovile di Salamanca. Il fratello Manuel Pérez de Araciel y Rada fu invece arcivescovo di Saragozza. Un altro fratello, Vicente Pérez de Araciel y Rada, ricoprì vari incarichi di natura politica nel ducato di Milano e in Spagna.
A partire dal 1646, invece, Diego III Araciel si trasferì a Milano al seguito dell'armata spagnola e da quello stesso anno ricoprì l'incarico di tenente generale della viadoria. Sposò la nobile Teresa Bianchi Savignoni, dalla quale nacquero diversi figli tra cui il primogenito Marco, che fu generale in Spagna. L'ultimogenito, Giuseppe (1630-1725), fu uditore dell'esercito spagnolo a Milano e venne promosso al rango di senatore. Il 15 luglio 1713 venne creato marchese sul feudo di Cerro dall'imperatore Carlo VI del Sacro Romano Impero. Sposò la nobile Teresa Rozza, dalla quale nacque Diego IV (1697-ante 1767) ed altri figli. Diego sposò la contessa Giovanna Cavenago dalla quale nacquero: Giuseppe (1734-1819), marchese, uno dei sessanta decurioni di Milano e gentiluomo di camera di Sua Maestà Imperiale e Reale; Cesare (1736-1819) che divenne marchese alla morte del fratello (il quale aveva avuto un solo erede premortogli) e sposò la nobile Maria Crespi. La casata si estinse in Italia con l'ultimogenito di Cesare, Diego V (1786-1866), a cui premorì l'unico figlio Alessandro nel 1825. Questi fu appassionato di musica e scrisse una sinfonia per violino d'ispirazione romantica.

## Albero genealogico del ramo di Milano
|                                                          |                                                          |                               |                               |                                                                     |                                                                     |                        |                                                            |                                                            |                                                                   |                                                                   |                                                           |                      |                                      |                                      |                     |                     |                                                    |                                                    |                                      |                                      |
|                                                          |                                                          |                               |                               | · Araciel di Spagna · Diego III · *? †? · Teresa Bianchi Savignoni  |                                                                     |                        |                                                            |                                                            |                                                                   |                                                                   |                                                           |                      |                                      |                                      |                     |                     |                                                    |                                                    |                                      |                                      |
|                                                          |                                                          |                               |                               |                                                                     |                                                                     |                        |                                                            |                                                            |                                                                   |                                                                   |                                                           |                      |                                      |                                      |                     |                     |                                                    |                                                    |                                      |                                      |
|                                                          |                                                          |                               |                               |                                                                     |                                                                     |                        |                                                            |                                                            |                                                                   |                                                                   |                                                           |                      |                                      |                                      |                     |                     |                                                    |                                                    |                                      |                                      |
| Ferdinando *? †?                                         | Ferdinando *? †?                                         | Antonio *? †?                 | Antonio *? †?                 | Barbara *? †? Rocco de Mattamora                                    | Barbara *? †? Rocco de Mattamora                                    | Marco *? †? ?          | Marco *? †? ?                                              | Giuseppe, I marchese di Cerro *1630 †1725 Teresa Rozza     | Giuseppe, I marchese di Cerro *1630 †1725 Teresa Rozza            |                                                                   |                                                           |                      |                                      |                                      |                     |                     |                                                    |                                                    |                                      |                                      |
|                                                          |                                                          |                               |                               |                                                                     |                                                                     |                        |                                                            |                                                            |                                                                   |                                                                   |                                                           |                      |                                      |                                      |                     |                     |                                                    |                                                    |                                      |                                      |
|                                                          |                                                          |                               |                               |                                                                     |                                                                     |                        |                                                            |                                                            |                                                                   |                                                                   |                                                           |                      |                                      |                                      |                     |                     |                                                    |                                                    |                                      |                                      |
|                                                          |                                                          |                               |                               |                                                                     |                                                                     |                        | Emanuela *1695 †1715 Francesco Maria Terzaghi              | Emanuela *1695 †1715 Francesco Maria Terzaghi              | Diego IV, II marchese di Cerro *1697 †ante 1767 Giovanna Cavenago | Diego IV, II marchese di Cerro *1697 †ante 1767 Giovanna Cavenago |                                                           |                      |                                      |                                      |                     |                     |                                                    |                                                    |                                      |                                      |
|                                                          |                                                          |                               |                               |                                                                     |                                                                     |                        |                                                            |                                                            |                                                                   |                                                                   |                                                           |                      |                                      |                                      |                     |                     |                                                    |                                                    |                                      |                                      |
|                                                          |                                                          |                               |                               |                                                                     |                                                                     |                        |                                                            |                                                            |                                                                   |                                                                   |                                                           |                      |                                      |                                      |                     |                     |                                                    |                                                    |                                      |                                      |
| Giuseppe, III marchese di Cerro *1734 †1819 Laura Rovida | Giuseppe, III marchese di Cerro *1734 †1819 Laura Rovida |                               |                               |                                                                     |                                                                     |                        | Cesare, IV marchese di Cerro *1735 †1819 Maria Anna Crespi | Cesare, IV marchese di Cerro *1735 †1819 Maria Anna Crespi | Maria Teresa *1736 †1737                                          | Maria Teresa *1736 †1737                                          | Marco */†1738                                             | Marco */†1738        | Marco Giovanni Benedetto *1739 †1813 | Marco Giovanni Benedetto *1739 †1813 | Anna Teresa */†1742 | Anna Teresa */†1742 | Maria *1744 †1811 Giovanni Battista Viani Visconti | Maria *1744 †1811 Giovanni Battista Viani Visconti | Maria Teresa Giulia Vittoria */†1746 | Maria Teresa Giulia Vittoria */†1746 |
|                                                          |                                                          |                               |                               |                                                                     |                                                                     |                        |                                                            |                                                            |                                                                   |                                                                   |                                                           |                      |                                      |                                      |                     |                     |                                                    |                                                    |                                      |                                      |
|                                                          |                                                          |                               |                               |                                                                     |                                                                     |                        |                                                            |                                                            |                                                                   |                                                                   |                                                           |                      |                                      |                                      |                     |                     |                                                    |                                                    |                                      |                                      |
| Un figlio maschio */†1809                                | Un figlio maschio */†1809                                | Giovanna Maria Teresa */†1779 | Giovanna Maria Teresa */†1779 | Giuseppe, V marchese di Cerro *1780 †1847 Maria Eugenia Gambazzocca | Giuseppe, V marchese di Cerro *1780 †1847 Maria Eugenia Gambazzocca | Giovanna Maria */†1783 | Giovanna Maria */†1783                                     | Un figlio maschio */†1784                                  | Un figlio maschio */†1784                                         | Diego V, VI marchese di Cerro *1786 †1866 Giovanna Milani         | Diego V, VI marchese di Cerro *1786 †1866 Giovanna Milani | Ambrogio *1791 †1868 | Ambrogio *1791 †1868                 |                                      |                     |                     |                                                    |                                                    |                                      |                                      |
|                                                          |                                                          |                               |                               |                                                                     |                                                                     |                        |                                                            |                                                            |                                                                   |                                                                   |                                                           |                      |                                      |                                      |                     |                     |                                                    |                                                    |                                      |                                      |
|                                                          |                                                          |                               |                               |                                                                     |                                                                     |                        |                                                            |                                                            |                                                                   |                                                                   |                                                           |                      |                                      |                                      |                     |                     |                                                    |                                                    |                                      |                                      |
|                                                          |                                                          |                               |                               | Amalia *1800 †1829                                                  | Amalia *1800 †1829                                                  |                        |                                                            |                                                            |                                                                   | Alessandro *1807 †1825                                            | Alessandro *1807 †1825                                    |                      |                                      |                                      |                     |                     |                                                    |                                                    |                                      |                                      |